# Dazhou
För andra betydelser, se Dazhou (olika betydelser).
Dazhou är en stad på prefekturnivå i Sichuan-provinsen i sydvästra Kina. Den ligger omkring  350 kilometer öster om provinshuvudstaden Chengdu.

## Administrativ indelning
Dazhou består av ett stadsdistrikt, en stad på häradsnivå och fem härad:
- Stadsdistriktet Tongchuan - 通川区 Tōngchuān Qū
- Stadsdistriktet Dachuan - 达川区 Dáchuān Qū
- Staden Wanyuan - 万源市 Wànyuán Shì
- Häradet Xuanhan - 宣汉县 Xuānhàn Xiàn
- Häradet Kaijiang - 开江县 Kāijiāng Xiàn
- Häradet Dazhu - 大竹县 Dàzhú Xiàn
- Häradet Qu - 渠县 Qú Xiàn

## Klimat
Genomsnittlig årsnederbörd är 1 751 millimeter. Den regnigaste månaden är september, med i genomsnitt 350 mm nederbörd, och den torraste är december, med 13 mm nederbörd.